# Віктор Массе
Віктор Массе (справжнє ім'я Фелікс-Марія Массе; 7 березня 1822, Лор'ян — 5 липня 1884, Париж) — французький композитор, музичний педагог, професор Паризької консерваторії.

## Біографія

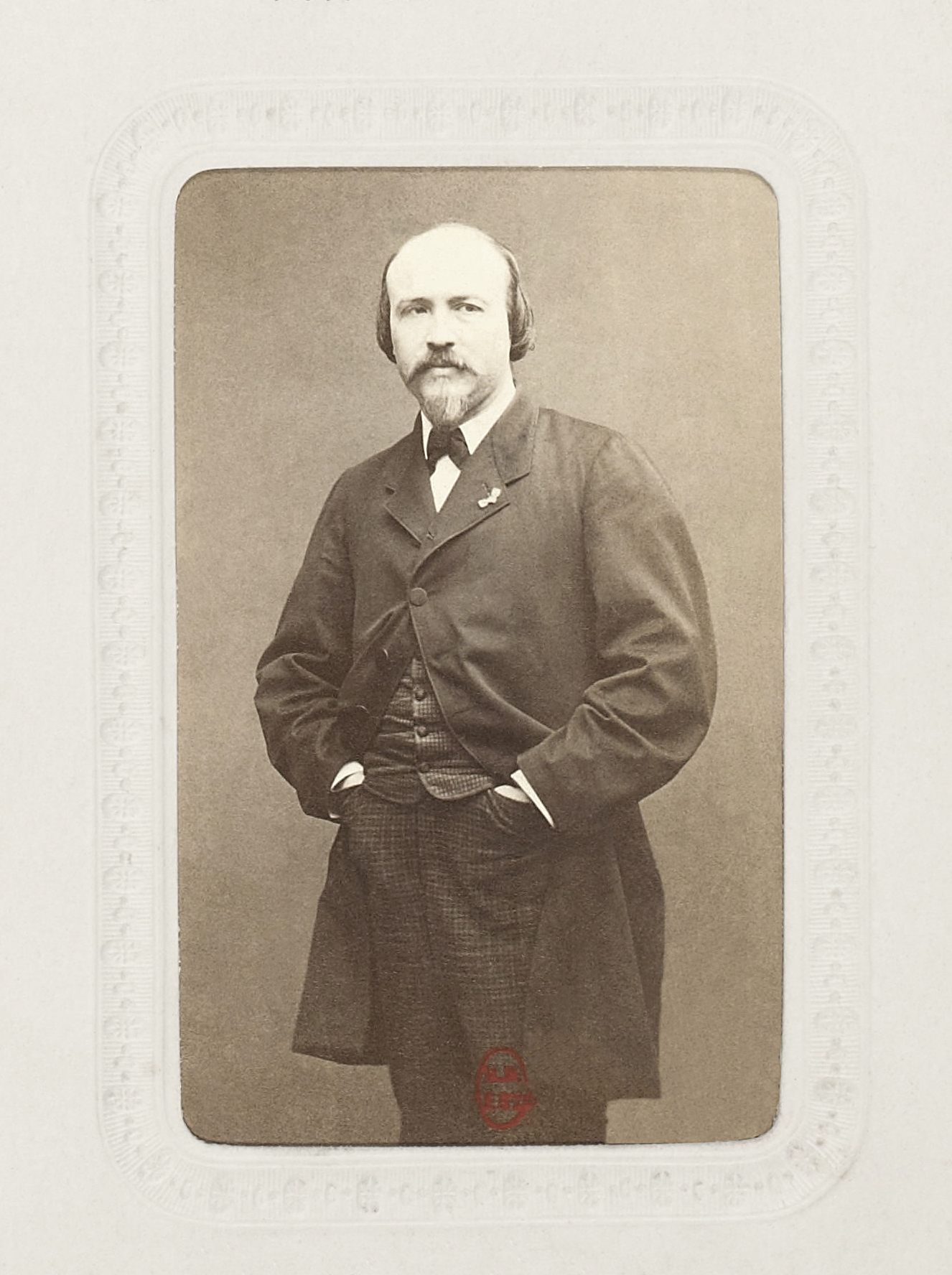
Віктор Массе. 1875 р.

Народився в сім'ї робітника-вантажника. Після смерті батька разом із матір'ю переїхав до Парижа. Початкову музичну освіту здобув у Королівському інституті духовної музики. Потім навчався у Паризькій консерваторії під керівництвом П. Циммермана (фортеп'яно) та Ф. Галеві (композиція).
1844 року здобув Римську премію за кантату «Ренегат Танжера» (Le rénégat de Tanger), яку представив наступного року в Паризькій опері. Як лавреат премії вирушив удосконалюватися до Італії. Під час перебування там написав оперу на італійське лібрето «Фаворитка і раба» — вона була поставлена 1855 року у Венеції.
Повернувшись до Франції, з 1860 року Массе працював хормейстером театру «Гранд-Опера». У 1866—1880 роках — професор Паризької консерваторії за класом композиції та контрапункту. У 1873—1875 роках викладав у пансіонаті для дівчаток.
1872 року був обраний членом Інституту Франції (академік Французька академія музики). 1877 року став членом Королівської академії наук та мистецтв Бельгії.
Офіцер ордена Почесного легіону.
Похований на цвинтарі Монмартр у Парижі.

## Творчість

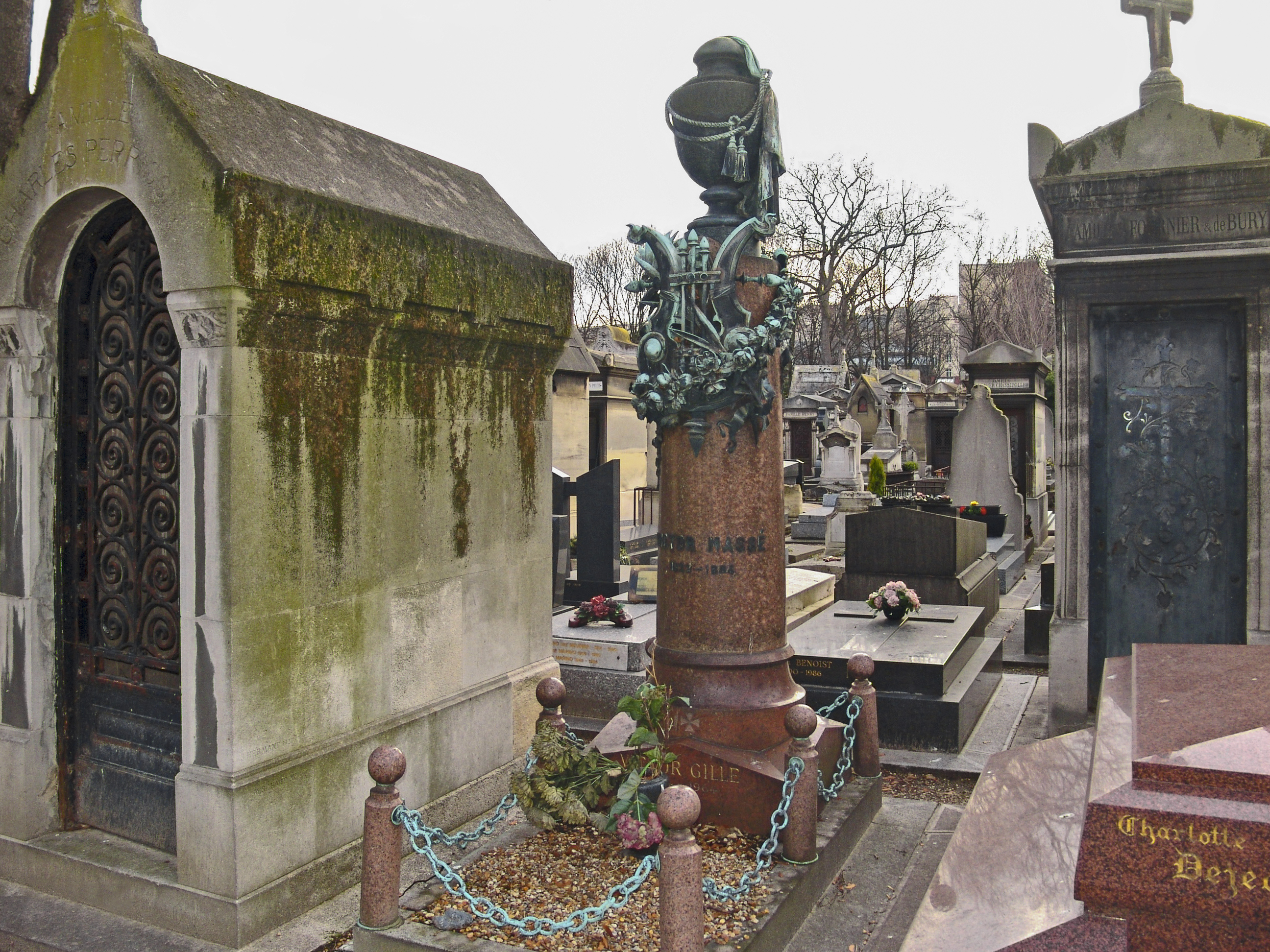
Могила Віктора Массе на цвинтарі Монмартр

У середині минулого століття опери Массе займали значне місце у репертуарі західноєвропейських театрів. Продовжуючи традиції французької комічної опери, Віктор Массе багато запозичив від оперети, що зародилася в ті роки у Франції. Загалом він написав понад 20 опер, майже всі вони були комічними. Серед його творів найбільший успіх мала опера «Весілля Жанетти» (1853).

## Вибрані опери
- 1849 — «Готична кімната» (La chambre gothique)
- 1850 — La chanteuse voilée (лібрето Адольфа де Левена и Ежена Скріба)
- 1852 — «Галатея» (Galathée, лібрето Жюля Барб'є і Мішеля Карре)
- 1853 — «Весілля Жанетти» (Les noces de Jeannette, комічна опера на лібрето Жюля Барб'є і Мішеля Карре)
- 1854 — «Наречена диявола» (La fiancée du diable, лібрето Ежена Скріба і Г. Романда)
- 1855 — Miss Fauvette (лібрето Жюля Барб'є і Мішеля Карре)
- 1855 — «Пори року» (Les saisons, лібрето Жюля Барб'є і Мішеля Карре)
- 1856 — «Царівна топазів» (La reine Topaze, 1856, лібрето Локруа і Леона Батту)
- 1858 — Les chaises à porteurs
- 1859 — «Фея Карабосс» (La fée Carabosse, лібрето Локруа і Фрера Когниярда)
- 1862 — «Марієтта-наречена»
- 1866 — Fior d'Aliza (за Ламартіном)
- 1867 — Le fils du brigadier (лібрето Ежена Лабіша і Делакура)
- 1876 — «Поль і Віржіні» (Paul and Virginie, лібрето Жюля Барб'є і Мішеля Карре),
- 1885 — «Ніч Клеопатри» (Une nuit de Cléopâtre, лібрето Жюля Барб'є; поставлена посмертно).